# Kaluka Maiava
Kaluka Maiava (* 27. Dezember 1986 in Honolulu, Hawaii) ist ein ehemaliger US-amerikanischer American-Football-Spieler auf der Position des Linebackers. In seiner Karriere spielte er für die Cleveland Browns und die Oakland Raiders in der National Football League (NFL).

## Frühe Jahre
Maiava ging in Wailuku, Hawaii, auf die High School. Später besuchte er die University of Southern California, wo er College Football unter seinem Trainer Pete Carroll spielte. Hier spielte er neben Brian Cushing, Clay Matthews III und Rey Maualuga auf der Position des Linebackers. Im Rose Bowl 2009 wurde er zum Defensive MVP gekürt.

## NFL
Im NFL-Draft 2009 wurde Maiava in der vierten Runde an 104. Stelle von den Cleveland Browns ausgewählt.
Am 13. März 2013 unterschrieb Maiava einen Drei-Jahres-Vertrag bei den Oakland Raiders. Am 10. Juli 2013 wurde er wegen Sachbeschädigung und Körperverletzung angeklagt. Am 17. November 2014 wurde Maiava mitten in der Saison von den Raiders entlassen.

## Persönliches
Maiavas Vater Scott Mahoney spielte College Football bei der University of Colorado als Offensive Lineman. Auch sein Bruder, Kai, spielte College Football an der University of Colorado. Kaluka Maiava ist der Neffe von Dwayne „The Rock“ Johnson.